# Salon (Dordoña)
 Salon  es una población y comuna francesa, situada en la región de Aquitania, departamento de Dordoña, en el distrito de Périgueux y cantón de Vergt.

## Demografía
| 489                       | 578 | 625 | 764 | 672 | 670 | 706 | 713 | 648 | 653 | 619 | 568 | 529 | 581 | 547 | 507 | 517 | 474 | 446 | 450 | 414 | 395 | 375 | 342 | 295 | 264 | 237 | 207 | 204 | 205 | 213 | 234 | 245 |
| (Fuente: INSEE y Cassini) |     |     |     |     |     |     |     |     |     |     |     |     |     |     |     |     |     |     |     |     |     |     |     |     |     |     |     |     |     |     |     |     |